# Flutter atriale
Il flutter atriale (flutter in inglese significa battito rapido, movimento rapido) è una aritmia sopraventricolare con contrazione degli atri molto rapida e sincronizzata, dove la frequenza atriale può arrivare a 250-350 impulsi al minuto.
Generalmente si instaura un blocco nella conduzione atrioventricolare, per cui la frequenza percepita è normalmente di circa 150 battiti al minuto.
A causa del rallentamento della conduzione dell'impulso attraverso il nodo atrioventricolare, non tutte le attività elettriche del flutter si trasmettono dagli atri ai ventricoli. Generalmente il rapporto tra l'attività elettrica degli atri e quella dei ventricoli è 2:1, talvolta 3:1 o 3:2, molto raramente 1:1 (di solito quando la frequenza del flutter è stata portata, attraverso la somministrazione di farmaci, sotto i 200 battiti al minuto).
Il meccanismo elettrofisiologico alla base del flutter è un rientro dello stimolo elettrico all'interno dell'atrio (rientro intra-atriale) che può interessare tutto l'atrio o una parte di esso.

## Storia
John Mac William, professore di Medicina nell'Università di Aberdeen, nel 1887 utilizzò per la prima volta il termine flutter per descrivere la rapida contrazione degli atri che osservava sperimentalmente per mezzo della "stimolazione faradica" delle pareti atriali in cuori di animali; le contrazioni erano descritte come regolari e coordinate e persistevano al cessare della stimolazione.
W.A.Jolly and W.T.Ritchie, nel 1910, utilizzando il galvanometro a corda inventato da Willem Einthoven e prodotto dalla Cambridge Scientific Instrument Company di Londra registrarono e descrissero il primo elettrocardiogramma di flutter atriale in un paziente.
Sir Thomas Lewis nel 1921 propose il meccanismo del movimento circolare di un fronte d'onda (macrorientro) per spiegare il fenomeno del flutter atriale. L'intuizione di Lewis si dimostrò esatta e attualmente il modello del rientro è comunemente accettato.

## Sintomatologia
Generalmente la persona avverte irregolarità nel ritmo (nel caso di blocco variabile 2:1 e 3:1) oppure frequenza accelerata, ma spesso molti pazienti non avvertono alcuna alterazione del ritmo. Il Flutter, così come altri ritmi molto accelerati, può essere causa di sintomi propri di ischemia cardiaca (come angina pectoris o raramente infarto miocardico acuto) e/o scompenso cardiaco.

## Eziologia
Il Flutter atriale parossistico può svilupparsi in un cuore sano o in cuori con anomalie degli atri (per es. dilatazione) o alterazioni del sistema di conduzione

## Diagnosi

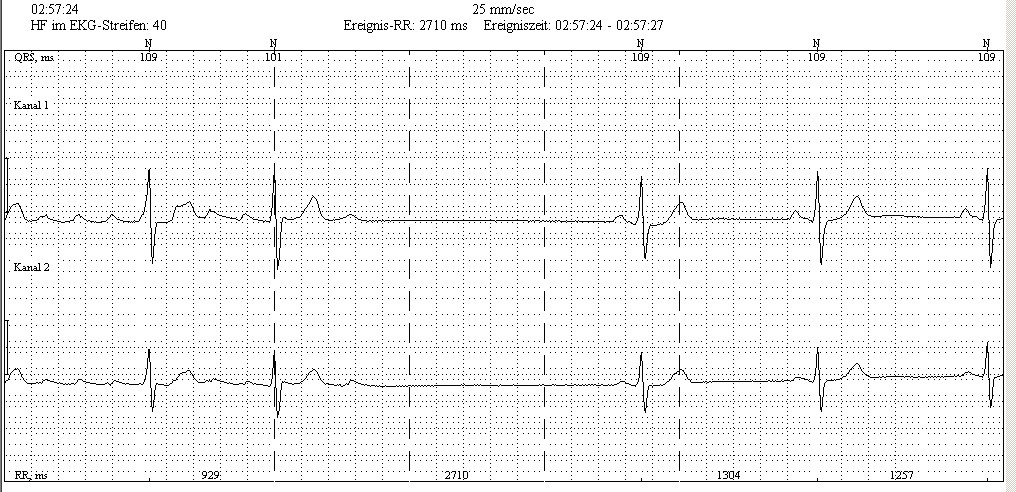
Interruzione spontanea del flutter atriale e ripristino del ritmo sinusale (tracciato Holter)

Nell'ECG le onde che si visualizzano sono a dente di sega e si nota la continua attività elettrica (più onde P per ogni complesso QRST), ancora più chiara in II, III o V derivazione. Normalmente la frequenza ventricolare si stabilizza (nei casi blocco A-V fisso) tra i 145-150 (se blocco A-V 2:1) oppure 95-100 (se blocco A-V 3:1), oppure circa 75 (se blocco A-V 4:1)

## Terapia
Se il Flutter determina compromissione delle condizioni emodinamiche del paziente, è preferibile la cardioversione elettrica sincronizzata a bassa energia (possono essere sufficienti 50 joule). Se il Flutter è invece ben tollerato (per esempio se la frequenza ventricolare è inferiore a 100 battiti per minuto) non è necessario intervenire. È possibile ridurre la frequenza cardiaca anche con farmaci, come i betabloccanti e i calcio antagonisti (verapamil, diltiazem). È sempre necessario valutare l’opportunità di somministrare anticoagulanti orali a permanenza.

## Complicanze
Il flutter atriale, seppur meno della fibrillazione atriale, è considerato un ritmo emboligeno, ovvero si possono formare dei trombi nell'atrio sinistro che, migrando, successivamente possono causare una tromboembolia (più spesso cerebrale).
Le altre complicanze:
- conduzione A-V 1:1 (tutti gli impulsi atriali sono condotti ai ventricoli, condizione che è generalmente tollerabile per poco tempo e determina instabilità emodinamica),
- passaggio a fibrillazione atriale
- passaggio a fibrillazione ventricolare